# Radio Dalmacija
Radio Dalmacija je splitska regionalna komercijalna radijska postaja koja je s emitiranjem programa započela 1995. godine.

## Frekvencije
Radio Dalmacija emitira se na 87.8, 88.3, 88.5, 96.4, 99.6, 100.0, 100.5, 105.5, 106.1, 106.3, 106.9 i 107.3 MHz.

## Vanjske poveznice
- Službene stranice Radio Dalmacije (hrv.)